# 澤本華世子
澤本 華世子（さわもと かよこ、1984年6月27日 - ）は千葉県出身の女優。身長163cm。Heat所属。

## 出演情報

### 舞台
- 「オズの魔法使い」
- 「チェンナムの夢〜涙のむこうに赤い夢を見た〜」
- 「葉っぱのフレディ」
- 「小公女セーラ」
- 「星からの招待状」

### 映画
- 「男はつらいよ」
- 「ぽっぽちゃんの目にっき」

### テレビ
CX
- 「ポンキッキーズ」
- 「君が見えない」
- 「グッドモーニング」

TBS
- 「スウィート・ホーム」
- 「命ささえて」
- 「部屋へおいでよ」

NHK
- 「わくわくサイエンス」（1995〜1997　初代所長）

TX
- 「エコエコアザラク」（第6話・女子高校生）

### 吹き替え
- ナイトメアー・ビフォア・クリスマス

### CM
- 美和ロック「リフォーム」